# Anthurium flexile subsp. muelleri
Anthurium flexile muelleri es una planta herbácea de la familia Araceae, es una subespecie de Anthurium flexile. Las plantas del género Anthurium son llamadas comúnmente anturios.

## Clasificación
Es una hierba epífita escandente o hemiepífita. Las hojas son palmatinervadas, oblongo-lanceoladas, más anchas por debajo de la mitad, cordadas a débilmente cordadas en la base, par de nervios basales no fusionados con el nervio medio o raramente. Espádice a veces estipitado, de uno a dos cm de largo.

## Distribución
Se puede encontrar de México (Chiapas y Veracruz) a Guatemala.

## Hábitat
Se encuentra a altitudes de entre 580 a 1650 m s. n. m. en selva alta, mediana y baja perennifolia y bosque caducifolio. La floración es una etapa no bien conocida sin embargo, se le ha colectado con inflorescencias en abril, mayo, julio y noviembre.

## Estado de conservación
No se encuentra bajo ningún estatus de protección.